# Danh sách tiểu hành tinh: 19601–19700
| Tên                | Tên đầu tiên | Ngày phát hiện      | Nơi phát hiện                      | Người phát hiện      |
| ------------------ | ------------ | ------------------- | ---------------------------------- | -------------------- |
| 19601 -            | 1999 ND42    | 14 tháng 7 năm 1999 | Socorro                            | LINEAR               |
| 19602 Austinminor  | 1999 NK42    | 14 tháng 7 năm 1999 | Socorro                            | LINEAR               |
| 19603 Monier       | 1999 NF48    | 13 tháng 7 năm 1999 | Socorro                            | LINEAR               |
| 19604 -            | 1999 NY48    | 13 tháng 7 năm 1999 | Socorro                            | LINEAR               |
| 19605 -            | 1999 NU52    | 12 tháng 7 năm 1999 | Socorro                            | LINEAR               |
| 19606 -            | 1999 NV54    | 12 tháng 7 năm 1999 | Socorro                            | LINEAR               |
| 19607 -            | 1999 NF55    | 12 tháng 7 năm 1999 | Socorro                            | LINEAR               |
| 19608 -            | 1999 NC57    | 12 tháng 7 năm 1999 | Socorro                            | LINEAR               |
| 19609 -            | 1999 ND57    | 12 tháng 7 năm 1999 | Socorro                            | LINEAR               |
| 19610 -            | 1999 NR60    | 13 tháng 7 năm 1999 | Socorro                            | LINEAR               |
| 19611 -            | 1999 NP64    | 14 tháng 7 năm 1999 | Socorro                            | LINEAR               |
| 19612 Noordung     | 1999 OO      | 17 tháng 7 năm 1999 | Črni Vrh                           | Črni Vrh             |
| 19613 -            | 1999 OX      | 19 tháng 7 năm 1999 | Kleť                               | Kleť                 |
| 19614 Montelongo   | 1999 OV1     | 16 tháng 7 năm 1999 | Socorro                            | LINEAR               |
| 19615 -            | 1999 OB3     | 22 tháng 7 năm 1999 | Socorro                            | LINEAR               |
| 19616 -            | 1999 OS3     | 24 tháng 7 năm 1999 | Bickley                            | Perth Observatory    |
| 19617 Duhamel      | 1999 PH1     | 8 tháng 8 năm 1999  | Prescott                           | P. G. Comba          |
| 19618 Maša         | 1999 PN3     | 11 tháng 8 năm 1999 | Črni Vrh                           | J. Skvarc            |
| 19619 Bethbell     | 1999 QA      | 16 tháng 8 năm 1999 | Farpoint                           | G. Bell              |
| 19620 Auckland     | 1999 QG      | 18 tháng 8 năm 1999 | Auckland                           | Stardome Observatory |
| 19621 -            | 1999 RE1     | 4 tháng 9 năm 1999  | Gekko                              | T. Kagawa            |
| 19622 -            | 1999 RY2     | 6 tháng 9 năm 1999  | Đài thiên văn Zvjezdarnica Višnjan | K. Korlević          |
| 19623 -            | 1999 RS3     | 4 tháng 9 năm 1999  | Catalina                           | CSS                  |
| 19624 -            | 1999 RJ10    | 7 tháng 9 năm 1999  | Socorro                            | LINEAR               |
| 19625 Ovaitt       | 1999 RT11    | 7 tháng 9 năm 1999  | Socorro                            | LINEAR               |
| 19626 -            | 1999 RJ16    | 7 tháng 9 năm 1999  | Socorro                            | LINEAR               |
| 19627 -            | 1999 RU16    | 7 tháng 9 năm 1999  | Socorro                            | LINEAR               |
| 19628 -            | 1999 RD22    | 7 tháng 9 năm 1999  | Socorro                            | LINEAR               |
| 19629 Serra        | 1999 RV31    | 8 tháng 9 năm 1999  | Guitalens                          | A. Klotz             |
| 19630 Janebell     | 1999 RT33    | 2 tháng 9 năm 1999  | Farpoint                           | G. Bell              |
| 19631 Greensleeves | 1999 RY38    | 13 tháng 9 năm 1999 | Reedy Creek                        | J. Broughton         |
| 19632 -            | 1999 RP39    | 13 tháng 9 năm 1999 | Zeno                               | T. Stafford          |
| 19633 Rusjan       | 1999 RX42    | 13 tháng 9 năm 1999 | Črni Vrh                           | Črni Vrh             |
| 19634 -            | 1999 RG45    | 14 tháng 9 năm 1999 | Fountain Hills                     | C. W. Juels          |
| 19635 -            | 1999 RC47    | 7 tháng 9 năm 1999  | Socorro                            | LINEAR               |
| 19636 -            | 1999 RD48    | 7 tháng 9 năm 1999  | Socorro                            | LINEAR               |
| 19637 Presbrey     | 1999 RU48    | 7 tháng 9 năm 1999  | Socorro                            | LINEAR               |
| 19638 Johngenereid | 1999 RH57    | 7 tháng 9 năm 1999  | Socorro                            | LINEAR               |
| 19639 -            | 1999 RO63    | 7 tháng 9 năm 1999  | Socorro                            | LINEAR               |
| 19640 Ethanroth    | 1999 RP89    | 7 tháng 9 năm 1999  | Socorro                            | LINEAR               |
| 19641 -            | 1999 RV91    | 7 tháng 9 năm 1999  | Socorro                            | LINEAR               |
| 19642 -            | 1999 RK94    | 7 tháng 9 năm 1999  | Socorro                            | LINEAR               |
| 19643 Jacobrucker  | 1999 RA95    | 7 tháng 9 năm 1999  | Socorro                            | LINEAR               |
| 19644 -            | 1999 RD102   | 8 tháng 9 năm 1999  | Socorro                            | LINEAR               |
| 19645 -            | 1999 RE102   | 8 tháng 9 năm 1999  | Socorro                            | LINEAR               |
| 19646 -            | 1999 RF102   | 8 tháng 9 năm 1999  | Socorro                            | LINEAR               |
| 19647 -            | 1999 RZ103   | 8 tháng 9 năm 1999  | Socorro                            | LINEAR               |
| 19648 -            | 1999 RK104   | 8 tháng 9 năm 1999  | Socorro                            | LINEAR               |
| 19649 -            | 1999 RQ104   | 8 tháng 9 năm 1999  | Socorro                            | LINEAR               |
| 19650 -            | 1999 RY105   | 8 tháng 9 năm 1999  | Socorro                            | LINEAR               |
| 19651 -            | 1999 RC112   | 9 tháng 9 năm 1999  | Socorro                            | LINEAR               |
| 19652 Saris        | 1999 RC117   | 9 tháng 9 năm 1999  | Socorro                            | LINEAR               |
| 19653 -            | 1999 RD119   | 9 tháng 9 năm 1999  | Socorro                            | LINEAR               |
| 19654 -            | 1999 RW119   | 9 tháng 9 năm 1999  | Socorro                            | LINEAR               |
| 19655 -            | 1999 RC121   | 9 tháng 9 năm 1999  | Socorro                            | LINEAR               |
| 19656 Simpkins     | 1999 RA122   | 9 tháng 9 năm 1999  | Socorro                            | LINEAR               |
| 19657 -            | 1999 RE123   | 9 tháng 9 năm 1999  | Socorro                            | LINEAR               |
| 19658 Sloop        | 1999 RM125   | 9 tháng 9 năm 1999  | Socorro                            | LINEAR               |
| 19659 -            | 1999 RB128   | 9 tháng 9 năm 1999  | Socorro                            | LINEAR               |
| 19660 Danielsteck  | 1999 RQ129   | 9 tháng 9 năm 1999  | Socorro                            | LINEAR               |
| 19661 -            | 1999 RR130   | 9 tháng 9 năm 1999  | Socorro                            | LINEAR               |
| 19662 Stunzi       | 1999 RG132   | 9 tháng 9 năm 1999  | Socorro                            | LINEAR               |
| 19663 Rykerwatts   | 1999 RU133   | 9 tháng 9 năm 1999  | Socorro                            | LINEAR               |
| 19664 Yancey       | 1999 RV135   | 9 tháng 9 năm 1999  | Socorro                            | LINEAR               |
| 19665 -            | 1999 RT137   | 9 tháng 9 năm 1999  | Socorro                            | LINEAR               |
| 19666 -            | 1999 RO144   | 9 tháng 9 năm 1999  | Socorro                            | LINEAR               |
| 19667 -            | 1999 RS144   | 9 tháng 9 năm 1999  | Socorro                            | LINEAR               |
| 19668 -            | 1999 RB145   | 9 tháng 9 năm 1999  | Socorro                            | LINEAR               |
| 19669 -            | 1999 RB150   | 9 tháng 9 năm 1999  | Socorro                            | LINEAR               |
| 19670 -            | 1999 RH151   | 9 tháng 9 năm 1999  | Socorro                            | LINEAR               |
| 19671 -            | 1999 RX151   | 9 tháng 9 năm 1999  | Socorro                            | LINEAR               |
| 19672 -            | 1999 RP155   | 9 tháng 9 năm 1999  | Socorro                            | LINEAR               |
| 19673 -            | 1999 RR158   | 9 tháng 9 năm 1999  | Socorro                            | LINEAR               |
| 19674 -            | 1999 RN160   | 9 tháng 9 năm 1999  | Socorro                            | LINEAR               |
| 19675 -            | 1999 RE162   | 9 tháng 9 năm 1999  | Socorro                            | LINEAR               |
| 19676 Ofeliaguilar | 1999 RY166   | 9 tháng 9 năm 1999  | Socorro                            | LINEAR               |
| 19677 -            | 1999 RN168   | 9 tháng 9 năm 1999  | Socorro                            | LINEAR               |
| 19678 Belczyk      | 1999 RO168   | 9 tháng 9 năm 1999  | Socorro                            | LINEAR               |
| 19679 Gretabetteo  | 1999 RF179   | 9 tháng 9 năm 1999  | Socorro                            | LINEAR               |
| 19680 -            | 1999 RE180   | 9 tháng 9 năm 1999  | Socorro                            | LINEAR               |
| 19681 -            | 1999 RE194   | 7 tháng 9 năm 1999  | Socorro                            | LINEAR               |
| 19682 -            | 1999 RW194   | 8 tháng 9 năm 1999  | Socorro                            | LINEAR               |
| 19683 -            | 1999 RK196   | 8 tháng 9 năm 1999  | Socorro                            | LINEAR               |
| 19684 -            | 1999 RL196   | 8 tháng 9 năm 1999  | Socorro                            | LINEAR               |
| 19685 -            | 1999 RB197   | 8 tháng 9 năm 1999  | Socorro                            | LINEAR               |
| 19686 -            | 1999 RL197   | 8 tháng 9 năm 1999  | Socorro                            | LINEAR               |
| 19687 -            | 1999 RP199   | 8 tháng 9 năm 1999  | Socorro                            | LINEAR               |
| 19688 -            | 1999 RR204   | 8 tháng 9 năm 1999  | Socorro                            | LINEAR               |
| 19689 -            | 1999 RX205   | 8 tháng 9 năm 1999  | Socorro                            | LINEAR               |
| 19690 -            | 1999 RD212   | 8 tháng 9 năm 1999  | Socorro                            | LINEAR               |
| 19691 -            | 1999 RN214   | 5 tháng 9 năm 1999  | Anderson Mesa                      | LONEOS               |
| 19692 -            | 1999 RR220   | 5 tháng 9 năm 1999  | Catalina                           | CSS                  |
| 19693 -            | 1999 RU230   | 8 tháng 9 năm 1999  | Catalina                           | CSS                  |
| 19694 Dunkelman    | 1999 RX230   | 8 tháng 9 năm 1999  | Catalina                           | CSS                  |
| 19695 -            | 1999 RP234   | 8 tháng 9 năm 1999  | Catalina                           | CSS                  |
| 19696 -            | 1999 SW1     | 18 tháng 9 năm 1999 | Socorro                            | LINEAR               |
| 19697 -            | 1999 SY3     | 29 tháng 9 năm 1999 | Đài thiên văn Zvjezdarnica Višnjan | K. Korlević          |
| 19698 -            | 1999 SR4     | 29 tháng 9 năm 1999 | Višnjan Observatory                | K. Korlević          |
| 19699 -            | 1999 SC7     | 29 tháng 9 năm 1999 | Socorro                            | LINEAR               |
| 19700 -            | 1999 SG15    | 30 tháng 9 năm 1999 | Catalina                           | CSS                  |